# سيف الأمازون السناني
سيف الأمازون السناني (الاسم العلمي:Echinodorus lanceolatus) هو نوع من النباتات يتبع جنس سيف الأمازون من الفصيلة المزمارية.